# Nisitrus insignis
Nisitrus insignis är en insektsart som beskrevs av Henri Saussure 1878. Nisitrus insignis ingår i släktet Nisitrus och familjen syrsor. Inga underarter finns listade i Catalogue of Life.